# 田中菜菜
田中菜菜（日语：／ Tanaka Nana，1996年6月25日— ），日本寫真偶像。於福冈县出身。所屬事務所為「KH推廣」（ケイエイチプロモーション）。

## 生平
2011年，田中以葛飾區在地偶像組合「T-BREAK」成員的身份開始活動。
2012年4月27日，田中推出第2部寫真DVD《學生會長，大事不好了！》（生徒会長、大変ですっ！）。她在10月26日公開寫真DVD《甜心》（Sweet Heart），她在這部作品部分場景中以身穿女仆装的姿態登場。
2013年2月22日，田中於沖繩拍攝的寫真DVD《無暇的笑容》（ピュア・スマイル）開售。5月31日，她推出寫真DVD《甜心 纯粹之吻～桃戀～》（Sweet Heart 純粋なキッス～桃恋～），當中拍攝了她以乳房洗車的樣子。她在8月30日公開寫真DVD《甜心 令人激動的夏天～桃戀～》（Sweet Heart ときめいた夏～桃恋～）。11月20日，她的寫真影片《漂亮菜漂亮》（ちゅら菜ちゅら）正式推出，並於當中首度以身穿美國風校服的姿態亮相。
2014年2月28日，田中推出在沖繩拍攝的寫真DVD《甜心暗想》（Sweet Heart 秘めた想い）。5月30日，田中的寫真DVD《甜心強音》（Sweet Heart フォルティッシモ）公開，這部作品大體上都交由她自由發揮。她在9月26日推出寫真DVD《纯白小夜曲》（純白セレナーデ）。12月26日，她的寫真DVD《Juicy》開售，她在此作中扮演了兩種不同的性格。
2015年2月27日，田中公開寫真DVD《七彩的共感》（なな色シンパシー）。她的畢業紀念寫真DVD《畢業》（卒業）則在4月24日公開，她在當中以各種不同的風格出演。她跟夏江美優共演的寫真DVD《聖女傳說 菜菜的色彩 美優的色彩》（聖女伝説 ななの色彩、みゆの十色）於5月29日開售。7月31日，她推出由自己撰寫腳本的寫真DVD《菜菜戀 前編》（なな恋 前編）。後編則在9月25日公開。10月30日，她跟夏江美優共演的寫真DVD《Love Session》面世。
2016年2月26日，田中最後一部的寫真DVD《田中菜菜 再見什麼的就不要說了～四年的回憶～finalDVD》（田中菜々　さよならは言わないで～四年間の思い出～finalDVD）公開，當中收錄了她過往的演出片段。她在不再推出寫真DVD之後仍有活動，並在2016至2021年期間舉辦多場攝影會，並出演了舞台劇《神社吶喊！》（神社エール！）。

## 人物
田中善於撰寫小說和素描，喜歡幻想和玩音樂遊戲。她認為自己很易感到寂寞。
田中在初中時是學生會長，她在升上高中後加入了戲劇部。她在高二時表示自己有志於於將來成為護士，不過在快要高中畢業時卻表示自己有志投身藝能界，想成為像戶田惠梨香般的演員。

## 外部連結
- 田中菜菜的X（前Twitter）
- 妄想Short Story （页面存档备份，存于） - Ameba Blog